# Mineralsalze
Mineralsalze werden in der Ernährungslehre synonym zu Mineralstoffen verwendet. Sie bezeichnen dort verschiedene anorganische Nährstoffe. Werden Mineralsalze in Wasser gelöst, entstehen elektrisch leitende Lösungen, die auch Elektrolyte genannt werden.
Im weiteren Sinne (Chemie, Geologie) werden unter Mineralsalzen alle natürlich vorkommenden anorganischen Salze verstanden, auch die ernährungswissenschaftlich unwichtigen. Siehe auch: Mineralien.

## Sprachgebrauch
Salze bestehen im chemischen Sinn aus mindestens zwei Ionen, z. B. bei Kochsalz (Natriumchlorid) aus Natrium-Kationen und Chlorid-Anionen.
Im ernährungswissenschaftlichen Sprachgebrauch werden manchmal nur die für den menschlichen Körper relevanten Bestandteile genannt („Iod“, „Calcium“) und als Mineralien angegeben – dies gibt jedoch die chemisch zugrundeliegenden Sachverhalte unzutreffend wieder, da es sich nicht um die elementaren Stoffe handelt, sondern um die Ionen der Elemente, die eine völlig andere physiologische Bedeutung haben (elementares Iod ist beispielsweise giftig, wohingegen Iodid-Ionen wichtig für die Hormonproduktion in der Schilddrüse sind).
Im Gegensatz zum Sprachgebrauch der Chemie, wo Mineralsalze immer anorganische Verbindungen sind, werden in der Ernährungslehre manchmal auch organische Salze (wie z. B. Natriumcitrat) als Mineralsalze bezeichnet.
Die Bedeutung der Mineralsalze für das Wachstum der Pflanze wurde erst 1828 durch den Chemiker und Ökonom Carl Sprengel und 1840 durch den Chemiker Justus von Liebig erkannt. Er untersuchte die Asche verschiedener Pflanzen und fand darin zahlreiche Mineralstoffe in unterschiedlichen Mengen.
Die Mineralstoffe werden von den Pflanzen in Form von Ionen aus dem Boden aufgenommen.
Es sind lebenswichtige Nahrungsbestandteile. Sie werden durch Verwitterung aus Gestein gebildet und reichern sich z. B. in Mineralquellen und dem daraus gewonnenen Mineralwasser an.
Es sind Salze, die als Kationen hauptsächlich Kalium, Calcium und Magnesium enthalten. In den Anionen der Salze findet man meist die Elemente Stickstoff (Nitrat), Phosphor (Phosphat), Kohlenstoff (Hydrogencarbonat) sowie Sauerstoff (Nitrat, Phosphat, Hydrogencarbonat).

## Einteilung
Man unterscheidet zwischen sogenannten Mikroelementen (Spurenelemente wie Fluor, Brom Iod, Eisen, Kupfer, Mangan, Kobalt, Zink, Vanadium, Selen), die als Ionen vorwiegend katalytische Funktionen ausüben und den in wesentlich größeren Mengen benötigten und deshalb im menschlichen Körper viel häufigeren Makroelementen (Calcium, Natrium, Kalium, Phosphor, Schwefel, Magnesium, Chlor), die als ionische Bestandteile des Skeletts unentbehrlich sind. Der menschliche Organismus enthält durchschnittlich 3,5 kg Mineralstoffe, die bei der Veraschung des Körpers als Rückstand zurückbleiben.

## Therapeutischer Gebrauch
Wilhelm Heinrich Schüßler (1821–1898) wirkte in Oldenburg als Arzt und begründete die „Biochemischen Heilweise“, eine Therapie mit den sogenannten Schüßler-Salzen. Das sind zwölf anorganische Verbindungen (Calciumfluorid, Calciumsulfat, Calciumphosphat, Kaliumchlorid, Kaliumsulfat, Kaliumphosphat, Natriumchlorid, Natriumsulfat, Natriumphosphat, Magnesiumphosphat, Eisenphosphat, Kieselsäure), die in homöopathischer Verreibung mit Lactose, meist in der sogenannten 6. Potenz, zur Anwendung kamen.